# Ingrid
Ingrid er et pigenavn af nordisk oprindelse.

## Kendte personer med navnet

### Kongelige
- Dronning Ingrid – dansk dronning fra 1947 til 1972
- Ingrid Alexandra af Norge - norsk prinsesse og tronarving
- Ingrid Svendsdatter - datter af Svend Estridsen, gift med Olav Kyrre af Norge
- Ingrid Ragnvaldsdatter - datter af Ragnvald Knaphövde, gift med Henrik Skadelår og Harald Gille

### Andre
- Íngrid Betancourt – en colombiansk politiker
- Ingrid Bergman – svensk skuespiller (1915-1982)
- Ingrid Jespersen – en dansk pædagog og rektor.
- Ingrid Jørgensen – en dansk statsministerfrue

## Andre anvendelser
- M/F Dronning Ingrid – dansk færge sat i drift i 1980 - opkaldt efter Dronning Ingrid
- Ingrid og Lillebror – et tv-program for børn